# Kalloni
Kalloni (Grieks: Καλλονή) is de hoofdstad van de gelijknamige deelgemeente van de gemeente Lesbos op het Griekse eiland Lesbos en behoort tot de regio Noord-Egeïsche Eilanden. De deelgemeente grenst aan drie andere deelgemeenten, te weten: in het westen Eresos-Antissa, in het noorden Petra, in het oosten Agia Paraskevi en in het zuiden grenst de deelgemeente aan de Baai van Kalloni.

## Plaatsen in de deelgemeente Kalloni
De deelgemeente Kalloni heeft 10 plaatsen volgens onderstaande tabel
| Naam plaats   | Griekse spelling | inwoners 2001 | ligging                |
| ------------- | ---------------- | ------------- | ---------------------- |
| Agra          | Άγρα             | 1.030         | 39° 9′ NB, 26° 4′ OL   |
| Anemotia      | Ανεμότια         | 534           | 39° 15′ NB, 26° 7′ OL  |
| Arisvi        | Αρίσβι           | 465           | 39° 14′ NB, 26° 13′ OL |
| Dafia         | Δάφια            | 869           | 39° 14′ NB, 26° 12′ OL |
| Filia         | Φίλια            | 677           | 39° 16′ NB, 26° 8′ OL  |
| Kalloni       | Καλλονή          | 2.027         | 39° 14′ NB, 26° 12′ OL |
| Keramio       | Κεράμιο          | 2.027         | 39° 13′ NB, 26° 12′ OL |
| Parakila      | Παράκοιλα        | 926           | 39° 10′ NB, 26° 8′ OL  |
| Skala Kalloni | Σκάλα Καλλονή    |               | 39° 12′ NB, 26° 13′ OL |
| Skalochori    | Σκαλοχώρι        | 666           | 39° 16′ NB, 26° 4′ OL  |
|               | totaal           | 8.194         |                        |

## Bijzonderheden

### Kalloni
- Door de centrale ligging is dit het handelscentrum van het eiland.
- De sardientjes uit de baai van Kalloni worden over de hele wereld verhandeld.

### De zoutpannen
Ten zuidoosten van Kalloni liggen de opvallende zoutpannen waar nog actief zout gewonnen wordt uit zeewater. De 10 à 12 meter hoge helder witte zoutberg is een herkenningspunt vanaf de hele kust rond de baai. De niet te zoute buitenste pannen zijn zeer rijk aan exotische vogels als flamingo's, witte reigers, zwarte ooievaren. Langs de weg is een vogelobservatietoren opgesteld voor het publiek.
|  |  |  |  |

### Skala Kalloni
- Tourisme
- Stranden
- Horeca
- Van Skala Kalloni is het goed mogelijk fietstochtjes te maken, daar de directe omgeving redelijk vlak is.
- Ten westen van Skala Kalloni ligt een drassig, waterrijk gebied, rijk aan waterdieren als schildpad, slangen en kikkers.

|  |

### Parakila
- Aan de rand van de bebouwde kom staan nog de resten van een Turks badhuis. Het badhuis is niet toegankelijk en in slechte staat.
- Net ten zuiden van het dorp bevinden zich aan de zuidkant van de weg de restanten van een oude brug.
- Enkele kilometers richting Agra staat aan de zuidkant van de weg een redelijk goed bewaard gebleven minaret, daterend uit de tijd van de Turkse overheersing.

|  |  |  |

### Agra
- Enkele kilometers ten westen van Agra staan aan weerszijden van de weg twee rompen van windmolens.

|  |

### Kloosters
De gemeente is een aantal kloosters rijk:
- Limonos

Mannenklooster. Vrouwen mogen de kapel niet betreden. Op het terrein staan vele kapelletjes. (ligging: 39° 15′ NB, 26° 10′ OL)
|  |  |  |  |

- Panagias Myrsiniotsis

Vrouwenklooster, te bezoeken, behalve tijdens de diensten. (ligging: 39° 15′ NB, 26° 12′ OL)